# 先獸
先獸屬是已滅絕的駱駝，生存於3500萬年前始新世晚期至漸新世早期的北美洲。
先獸長1米，外觀像現今的駱駝而多於牠的祖先原疣腳獸，頭顱骨則像大羊駝。牠的四肢都有蹄，比原疣腳獸更適合奔跑。